# Obruchevichthys gracilis
Obruchevichthys es un género extinto de tetrápodos que vivió en lo que hoy es Letonia durante el período Devónico. Obruchevichthys es conocido solo por el hueso de una mandíbula, que fue confundido con un lóbulo de aleta de algún pez. Sin embargo, cuando el fósil se analizó, resultó tener muchas similitudes con Elginerpeton de Escocia. Entonces fue clasificado en la familia Elginerpetontidae, la cual se encuentra entre los primeros grupos de tetrápodos.